# 자오구 (자무쓰시)

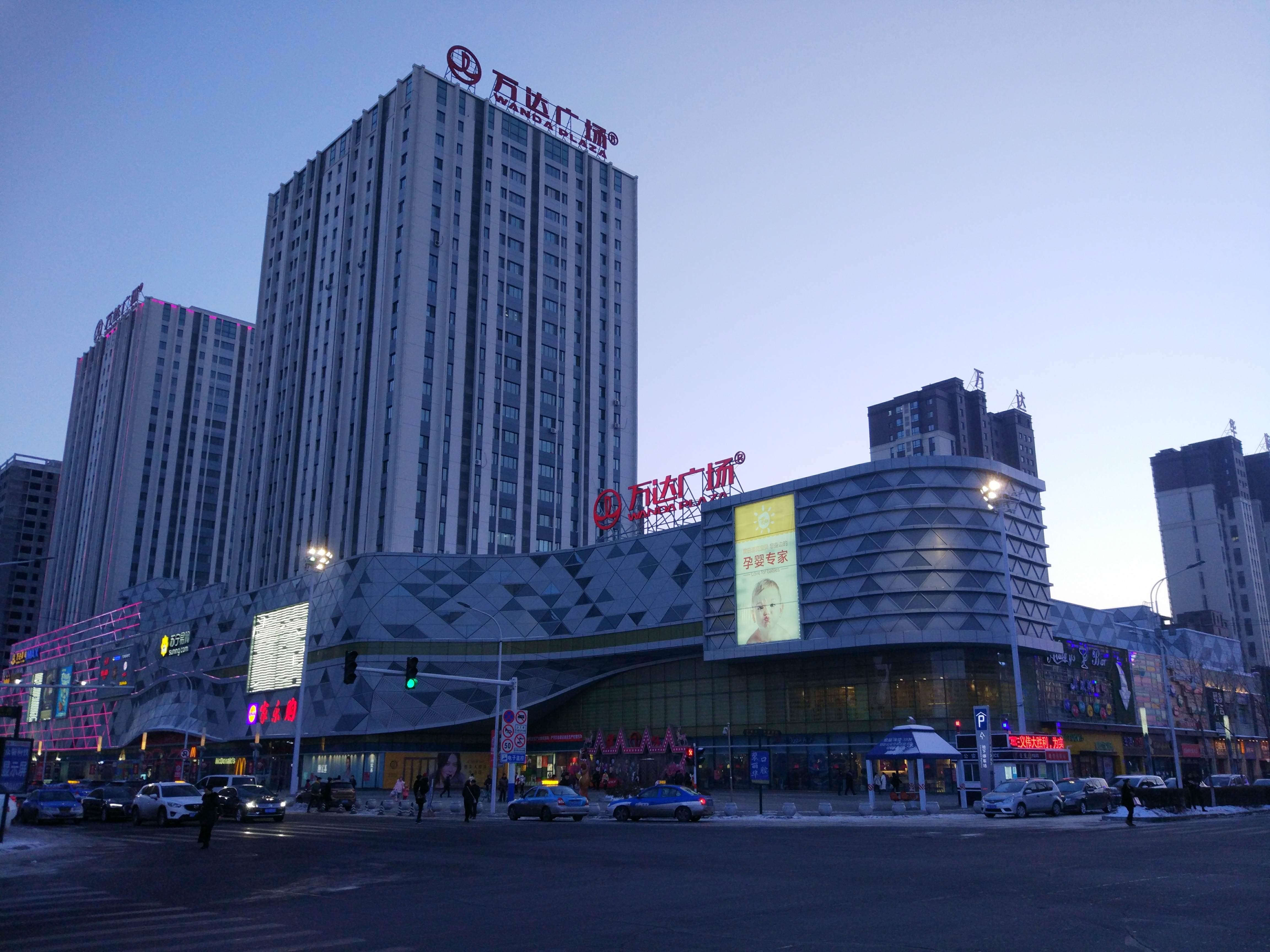

자오구(한국어: 교구, 중국어: 郊区, 병음: Jiāo Qū)는 중화인민공화국 헤이룽장성 자무쓰시의 행정구역이다. 넓이는 756km2이고, 인구는 2007년 기준으로 280,000명이다.

## 행정 구역
2개 가도, 5개 진. 6개 향을 관할한다.
- 가도: 佳西街道, 友谊街道.
- 진: 大来镇, 敖其镇, 望江镇, 长发镇, 莲江口镇.
- 향: 长青乡, 沿江乡, 西格木乡, 平安乡, 四丰乡, 群胜乡.